# PREMIUM WORLD
PREMIUM WORLD（プレミアム・ワールド）は、毎週金曜日18:30よりk-mixで放送されているラジオ番組。パーソナリティはルーシー・ケント。

## 概要
- 輸入車（週替わりでメルセデス・ベンツ/BMW/ボルボ・カーズの車種[2]）と世界各地の観光地を紹介する番組。曲の合間に輸入車ディーラーのインフォメーションが入るのが特徴である。

## その他
- オンエアされる楽曲は、洋楽のアダルト・コンテンポラリーにジャンル分けされる楽曲がほとんどである。
- 当番組の関連として、静岡県内で開催される輸入車関連のイベントに当番組のパーソナリティである、ルーシー・ケントがMCを担当したことがある[3]。